# 白紹光
白紹光（1567年3月12日—1634年），字超宗，號雉衡、又号鏡臺，錦衣衛官籍，南直隸常州府武進縣人，明朝政治人物。

## 生平
白紹光是萬曆三十四年（1606年）丙午科應天鄉試舉人，四十四年（1616年）癸丑科會試中副榜。授常熟教諭，嚴厲教學，立五經社分曹考核士子，四十七年（1619年）陞江西興安知縣，天啟二年（1622年）調彭澤知縣，為官清廉、愛民禮士，旱災時在烈日下祈禱後即時下大雨，四年（1624年）陞南京錦衣衛經歷，縣民為他建祠在關公廟左旁，稱白慈母生祠，崇禎元年（1628年）擢工部員外郎、分司鼓鑄，三年（1630年）改戶部郎中，四年（1631年）出為廣南府知府，兼知姚安府事，七年（1634年）在任內去世，享年六十八歲，葬在宜興漳渚花園里新阡正穴，封文林郎，再封承德郎。

## 家族
玄祖白珂，宣德十年舉人；高祖白昂，天順元年進士；曾祖白圻，成化二十年進士；祖父白悅，嘉靖十一年進士；伯父白啟常，嘉靖二十九年進士；父白啟京，國子生，贈承德郎、南京工部虞衡司主事。母唐氏，嘉靖八年進士唐順之女，贈安人。兄白紹魁，弟白紹寬、白紹端、白紹冠、白紹毓。正妻武進左氏，左國賢女，封安人；繼妻宜興陳氏，太學生陳五常女，封安人。六子：白商（母左氏）、白吉、白法、白立（母陳氏）、白哲、白拯（母側室袁氏）。一女適丹陽庠生賀啟基，一養女適太學生吳淳。

## 引用
1. 1 2  光緒《武進陽湖縣合志·卷十八·選舉志》：鄉科 明……（萬曆）三十四年丙午科……白紹光 悅孫，廣南知府
2. ↑  《初學集·卷四十三》：萬曆癸丑，毗陵白君紹光以進士乙榜署常熟學教諭，疏穢訂頑，緝文厲行，立五經社分曹課試，四方名士，翕然來從。
3. ↑  同治《彭澤縣志·卷八·職官》：白紹光，號鏡臺，武進人，由鄉薦授彭澤令，居官清潔、愛民禮士，歲大旱，公暴日哀訴，大雨如注，槁苗復蘇，秩滿奏最擢吏科，士民德之，建祠關廟之左，過其祠者猶曰此白慈母生祠也，為之泣下。
4. 1 2  民國《晉陵白氏宗譜·卷十八》：啟京，字伯望，號少原，貞夫次子，嘉靖庚寅七月初七日子時生，為郡庠生，援例入北京太學，治詩，謹守家傳、篤修古道，娶中書江陰夏範女，繼娶唐襄文公順之女，生子六：紹魁、紹光、紹寬、紹端唐出，紹冠側劉氏出，紹毓側茹氏出；女二：長適松江府邑庠生吳夢釜，次適經魁金壇史懋文唐出，年六十有三卒，葬黃岐新阡正穴乙山辛向，夏氏葬本鄉白塘橋新阡正穴癸山丁向，唐合葬，後以子紹光貴贈文林郎，再贈承德郎、南京工部虞衡司主事，夏氏、唐氏俱贈安人。……紹光，字超宗，號雉衡，伯望次子，隆慶丁卯二月初二日戌時生，由邑增生以詩領萬厯丙午鄉薦，癸丑署常熟教諭，己未授江西廣信府興安縣知縣，壬戌調九江府彭澤縣知縣，甲子陞南京錦衣衛經歷，戊辰陞工部員外分司鼓鑄，庚午改戶部郎中，辛未陞雲南廣南府知府，兼知姚安府事，甲戌卒於公署，文心治蹟、國爾忘家。娶郡城左國賢女，繼娶宜興太學生陳五常女，生子六：商左出，吉、法、立陳出，哲 嗣弟紹寬後 、拯側袁氏出，嗣女一適太學生吳淳，生女一適丹陽庠生賀啟基袁出，年六十有八，卒合葬宜興漳渚花園里新阡正穴癸山丁向，封文林郎，再封承德郎，左氏陳俱累封安人。
5. ↑  光緖《毗陵科第考·卷八》：五世科甲……白珂 科 子昂 甲……孫圻 甲……俱昂子……曾孫悅 甲，圻子……附第六世 紹光 科，悅孫，父啟京